# Юсупов, Барий Абдуллович
Барий Абдуллович Юсупов (1903 — 1981) — советский офицер-артиллерист, полковник, участник Великой Отечественной войны. .

## Биография
Родился в селе Альметьево в крестьянской семье, татарин по национальности. В 1913 году остался без отца; семья впала в нищету.
В 1919 году вступил в комсомол, затем пошёл в армию. Член ВКП(б) с 1924.  Окончил курсы красных командиров (1924, Казань), артиллерийскую школу (1927–28, г. Красноярск), Рязанское артиллерийское уч-ще (после окончания в нём же преподавал, 1936–1941). Служил командиром отделения (1924–1927, г. Томск), огневого взвода Уфимской артиллерийской школы (1928–1930). В 1934 году окончил Академию артиллерии РККА в Ленинграде. В 1936 году переведён в Рязань командиром дивизиона артиллерийского училища.

В сентябре 1941, в звании подполковника, командуя 403-м гаубичным артполком, был назначен начальником штаба оперативной группы гвардейской миномётной части. Вошёл в историю как один из первых командиров, овладевших новым оружием — реактивными миномётами и командовавших ими в боевой обстановке. 
В январе 1942 году под Старой Руссой при передислокации оперативная группа из пяти дивизионов «катюш» Юсупова столкнулась с немецкими танками. В бою с ними он получил серьёзное ранение в голову, но успел подбить гранатой танк. Обнаружившие его тело военнослужащие посчитали его мертвым и хотели похоронить в общей могиле с другими погибшими, но один из них помешал погребению, выяснив, что он ещё жив. Был вывезен санитарным самолётом в Москву, где врачам удалось спасти ему жизнь и даже сохранить один глаз. В госпитале Юсупову был вручен орден Ленина.
Скульптор Вера Мухина слепила с него портрет. За скульптурные портреты полковников Ивана Хижняка и Бария Юсупова В. И. Мухина получила в 1943 году Сталинскую премию второй степени. После лечения возглавил гвардейскую учебную бригаду, готовившую кадры для «катюш», в 1946 году получил второй орден Ленина.
После войны жил и работал в Москве: занимался партийной работой, являлся внештатным пропагандистом по работе среди татарского населения столицы, много встречался с молодежью, выступал с лекциями и воспоминаниями, вёл активную общественную работу. Депутат Покровского райсовета (Владимирская область) и председатель райисполкома (1947–1950). Секретарь партийной организации колхоза им. Сталина Альметьевского района (1951–1953), СМУ № 52 (1953–1954).